# Лінивка-коротун руда
Лінивка-коротун руда (Nonnula amaurocephala) — вид дятлоподібних птахів родини лінивкових (Bucconidae).

## Поширення
Ендемік Бразилії. Природним середовищем існування є заплавні ліси та тропічні болота.